# Sebastian Larsson
Sebastian Bengt Ulf "Seb" Larsson (phát âm: [lɑːʂɔn], sinh ngày 6 tháng 6 năm 1985) là một cựu cầu thủ bóng đá Thụy Điển ở vị trí tiền vệ.
Sau khi bắt đầu sự nghiệp của mình tại câu lạc bộ quê hương IFK Eskilstuna, Larsson đã ký hợp đồng với Arsenal. Anh đã có ba lần ra sân cho Pháo Thủ, trước khi gia nhập Birmingham City, ban đầu được cho mượn cho mùa giải 2006-07, trước khi chuyển nhượng vĩnh viễn vào mùa hè năm 2007. Larsson đã trải qua 5 năm tại Birmingham, trải qua sự thăng tiến, và xuống hạng, Premier League hai lần. Anh gia nhập Sunderland vào ngày 1 tháng 7 năm 2011 khi hợp đồng của anh kết thúc, sau khi Birmingham bị xuống hạng. Larsson nổi tiếng vì là một chuyên gia kiến tạo. Larsson đã thi đấu cho Thụy Điển tại Giải vô địch châu Âu các năm 2008, 2012, 2016, 2020 và Giải vô địch thế giới năm 2018.

## Sự nghiệp câu lạc bộ

### Arsenal
Larsson sinh ra ở Eskilstuna và ban đầu chơi bóng đá cho đội bóng quê nhà, IFK Eskilstuna. Anh gia nhập Arsenal năm 16 tuổi vào mùa hè năm 2001, trong một hợp đồng chuyên nghiệp kéo dài bốn năm. Có tên trên băng ghế dự bị cho một trận đấu với Panathinaikos, anh đã ra mắt đội lần đầu tiên trong trận đấu chống lại Manchester City ở League Cup vào ngày 27 tháng 10 năm 2004, nơi anh xuất phát bên hành lang cánh trái. Anh chơi trong hai trận League Cup mùa giải đó.
Anh đã có trận ra mắt Premier League vào ngày 1 tháng 2 năm 2006, thay Sol Campbell vào hiệp 1 khi Arsenal thua 3-2 ở sân nhà với West Ham United. Do lỗi phòng thủ của Campbell trong trận đấu đó, Larsson đã bắt đầu hai trận đấu tiếp theo trong sự vắng mặt của mình, và thắng 2-0 trước Birmingham City ba ngày sau đó, và 1-1 ở Bolton Wanderers Vào ngày 11 tháng 2, trong trận đấu đó anh được thay thế cho Dennis Bergkamp khi Arsenal tìm kiếm sự cân bằng.

### Birmingham
Larsson gia nhập câu lạc bộ giải vô địch Birmingham City với điều khoản cho mượn từ Arsenal vào tháng 8 năm 2006, với một lựa chọn để chuyển sang vĩnh viễn. Anh đã có một ảnh hưởng trực tiếp, ghi được những bàn thắng trong vài trận đấu đầu tiên, chống lại Crystal Palace và Shrewsbury Town. Anh cũng ghi được hai bàn thắng trước Newcastle United ở FA Cup. Vào cuối tháng 1 năm 2007, Larsson đã ký hợp đồng vĩnh viễn với Birmingham City trong một hợp đồng kéo dài bốn năm với mức phí 1 triệu bảng. Anh ghi bàn thắng cho Birmingham chống lại Sheffield Wednesday vào tháng 4 năm 2007, chạy nửa dải bóng của sân với quả bóng và kết thúc từ bên trong khu vực mục tiêu.

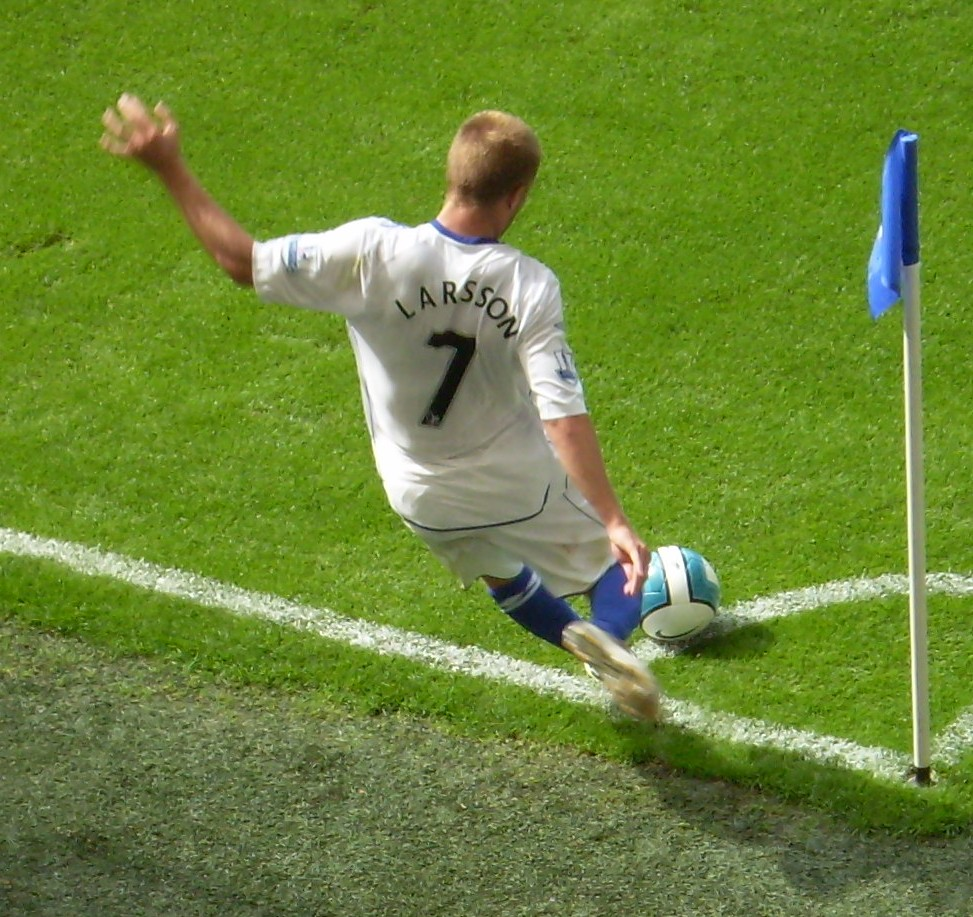
Larsson thực hiện một quả phạt góc cho Birmingham City năm 2007.

Trong mùa giải 2006-07, Larsson được sử dụng chủ yếu ở cánh phải, thỉnh thoảng di chuyển vào qua cánh trái khi người chơi bị thương. Các màn trình diễn của anh ở vị trí rộng giữa hàng tiền vệ trong mùa giải 2007-08, đặc biệt là trận đấu với Bolton, cho thấy đây là vị trí tuyệt nhất của anh. Được huấn luyện bởi huấn luyện viên Alex McLeish. Đối với trận đấu tại Tottenham Hotspur vào tháng 12 năm 2007, Larsson đã ghi một bàn thắng ngoạn mục nhằm mục đích giúp Birmingham giành chiến thắng đầu tiên tại Premier League trong hơn 3 tháng. Anh ghi được một nửa số sáu bàn thắng của mình trong hai trận liên tiếp, với Tottenham và Portsmouth, 19 và một từ sân 30 cho Liverpool. Với bốn tuần mùa còn lại, thống kê của Opta đánh giá Larsson là cầu thủ chính xác nhất của một cú đá phạt ở Premier League mặc dù khả năng này không cứu Birmingham khỏi sự xuống hạng.
Vào ngày khai mạc của mùa giải 2010-11, Larsson đã hồi phục giống như mô tả của cánh phóng viên để hỗ trợ cho cả hai bàn thắng của Birmingham trong trận hòa 2-2 với Sunderland tại Stadium of Light. Anh lại tiếp tục giúp đỡ, lần này là Craig Gardner, trong trận đấu đầu tiên của đội nhà, chiến thắng 2-1 trước Blackburn Rovers. Đến Fulham vào ngày 27 tháng 11, Alexander Hleb đã có một trận đấu tuyệt vời và một "quy tắc" vượt qua Larsson, người đã mở tỉ số bằng bàn thắng đầu tiên của mùa giải, cú sút thấp vượt qua thủ môn. Trận đấu kết thúc với tỷ số 1-1.
Larsson đã thi đấu cho Birmingham trong trận chung kết League Cup 2011. Anh ghi bàn từ chấm phạt đền trước khi Nikola Žigić giành chiến thắng 84 phút trong trận tứ kết với các đối thủ Aston Villa. Trong trận đấu đầu tiên của trận bán kết với West Ham United, Liam Ridgewell ghi bàn từ góc của Larsson trước khi Victor Obinna bị đuổi khỏi sân Larsson trong trong một trận đấu bất ngờ. Mặc dù có nhiều tin đồn về tương lai của anh tại Birmingham, nhưng hợp đồng của anh đã chấm dứt vào cuối mùa giải, cố vấn của anh đã được phép nói chuyện với Newcastle United về một động thái đề nghị trong suốt thời gian chuyển nhượng tháng Giêng, nhưng các điều khoản cá nhân không được đồng ý. và NHM đã bị la ó khi anh ấy vào thay người trong trận đấu trước đó, chống lại Manchester United - Larsson đã trở lại đội hình mười một ở vị trí của David Bentley và chơi 100 phút khi Birmingham lật đổ thâm hụt 2-1 để giành chiến thắng trong trận bán kết 4-3. Roger Johnson lọt vào góc của Larsson cho Žigić để cho đội của anh ấy dẫn dắt bất ngờ trong trận chung kết tại sân vận động Wembley chống lại Arsenal yêu thích. Mặc dù Robin van Persie đã cân bằng, Obafemi Martins ghi bàn thắng phút 89 phút để đưa Birmingham trở thành chủ nhân chiếc cúp lần đầu tiên của họ kể từ năm 1963 trong tờ Daily Mail mô tả là "thất vọng lớn nhất tại Wembley kể từ khi Wimbledon đánh bại Liverpool đến FA Cup năm 1988."
Larsson đã tận dụng cơ hội phòng ngự để mở tỉ số khi Birmingham đánh bại Sunderland 2-0 tại sân vận động St Andrew's vào ngày 16 tháng 4, và bốn ngày sau đó, đánh dấu sự xuất hiện lần thứ 200 của anh cho câu lạc bộ trong tất cả các mặt trận với một hình phạt, mặc dù trong một nguyên nhân thua cuộc, chống lại nhà vô địch vì Chelsea. Vào ngày 1 tháng 5, anh đã khai thác sai lầm của Michael Mancienne khi ghi bàn thắng gỡ hòa cho Wolverhampton Wanderers, giúp anh có được một điểm dù chơi với 10 người trong hơn một giờ sau khi Gardner bị đuổi khỏi sân. Không có hợp đồng mới nào được đồng ý, và sau khi xuống hạng, câu lạc bộ khẳng định rằng Larsson sẽ rời khỏi cuối mùa giải khi thỏa thuận hiện tại của anh hết hạn.

### Sunderland

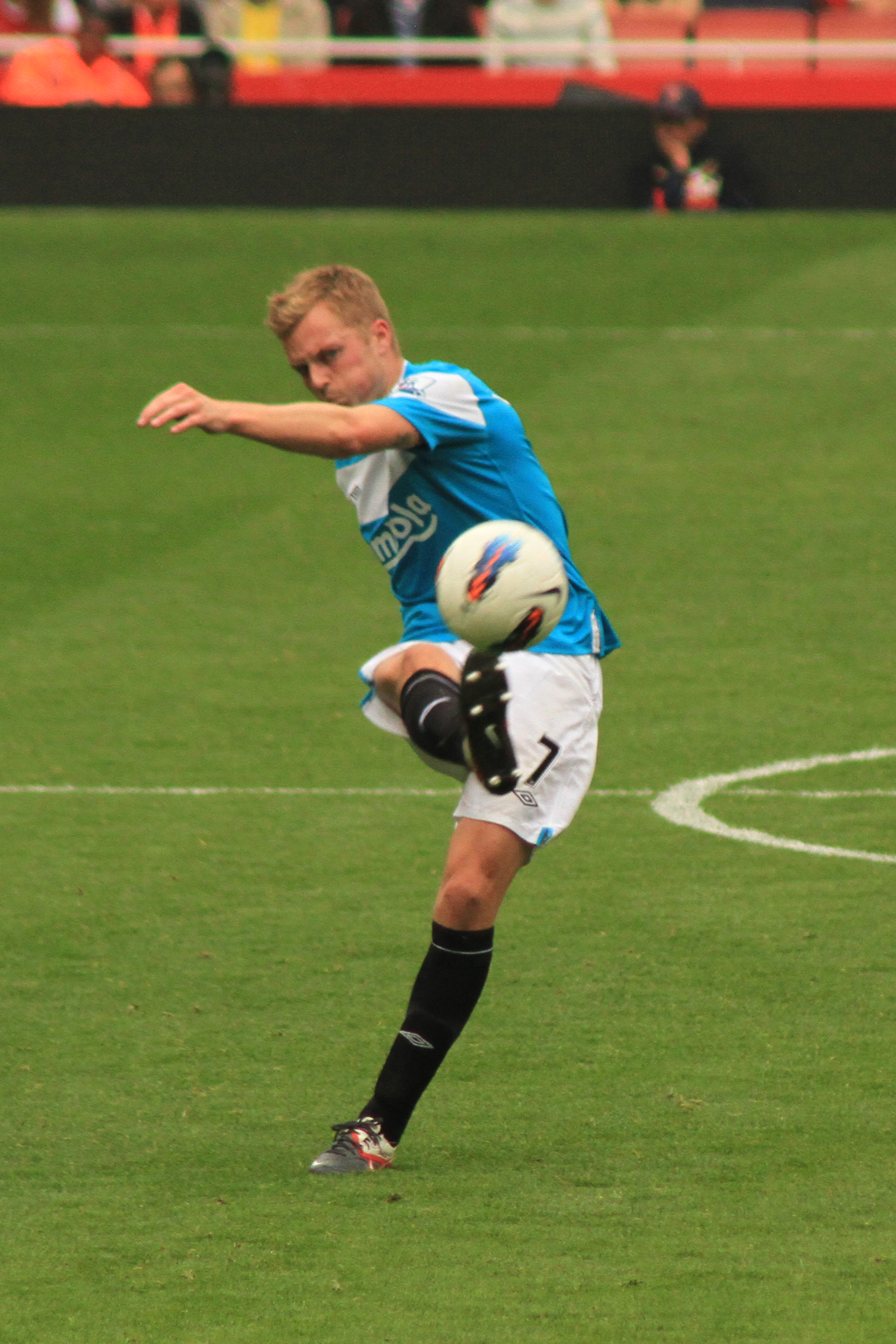
Larsson thực hiện một quả đá phạt cho Sunderland năm 2011

Vào ngày 22 tháng 6 năm 2011, Sunderland xác nhận rằng Larsson sẽ gia nhập câu lạc bộ trong một cuộc chuyển nhượng tự do theo phán quyết Bosman vào ngày 1 tháng 7. Liên kết với cựu HLV Birmingham, Steve Bruce. Anh được bổ nhiệm vào vị trí số 7 cho mùa giải 2011-12. Anh đã đánh dấu sự ra mắt của anh ở trận hòa 1-1 với Liverpool vào ngày khai mạc của trận đấu với Liverpool tại Anfield. Ở vị trí cuối cùng để tạo ra một "cú volley góc cạnh tuyệt vời đầu tiên". Bàn thắng thứ hai của Sunderland, trực tiếp từ cú sút phạt, đưa đội của anh ta lên 4-0 trước Stoke City tại Stadium of Light trong chiến thắng đầu tiên của mùa giải. Larsson ghi bàn trực tiếp từ pha đá phạt khác cho Arsenal ở sân vận động Emirates sau một tháng, khiến huấn luyện viên Arsène Wenger của Arsenal lên tiếng với cầu thủ cũ của mình "có lẽ là tốt nhất trong giải đấu với tư cách là một cầu thủ tự do"
Anh ghi bàn mở tỷ số trong trận thua 2-1 trước Sunderland của Wigan Athletic vào ngày 26 tháng 11, điều này chứng tỏ là trận đấu cuối cùng của Bruce với Black Cats. Sunderland đã đến thăm Wolves vào tuần sau dưới sự quản lý của HLV Eric Black. Với pha lập công của Sunderland 1-0, Larsson đã có được một quả penalty, mặc dù các replay cho thấy ông đã lặn. Hình phạt của ông đã được cứu bởi Wayne Hennessey; chưa đầy 30 giây sau, Steven Fletcher đã gỡ hòa cho Wolves, và tiếp tục thêm một người chiến thắng muộn. Larsson đã có những pha xử lý tốt trong trận đấu, ghi bàn từ cú đá thoải mái của Blackburn Rovers trong thời gian chấn thương để giành chiến thắng 2-1 trong trận đấu đầu tiên của Martin O'Neill với tư cách là huấn luyện viên. Larsson ghi một cú đá miễn phí vào ngày 8 tháng 1 tại FA Cup trong chiến thắng 2-0 trước Peterborough United tại London Road. Trong trận thứ năm liên tiếp với Arsenal, một cuộc phản công nhanh từ Sunderland cho thấy Larsson đã rất nhanh và quả bóng sau đó đã đánh bại Alex Oxlade-Chamberlain đưa Sunderland lên 2-0 và vào vòng tứ kết. Larsson ghi hai bàn khi Sunderland hòa 3-3 với Manchester City tại sân vận động Etihad vào ngày 31 tháng 3.

## Phong cách thi đấu
Dù chỉ sở hữu chiều cao 1,78 mét nhưng Sebastian Larsson là một tiền vệ có khả năng tranh chấp tay đôi rất tốt, anh cũng sở hữu nhãn quan chiến thuật cũng như phong cách chơi bóng thông minh. Ngoài vị trí tiền vệ trung tâm, anh còn có thể chơi được ở vị trí tiền vệ cánh. Larsson được xem là một trong những chân đá đá phạt cừ khôi của bóng đá thế giới.

## Đời sống cá nhân
Larsson sống ở Eskilstuna với vợ là Tina. Họ có 3 người con, một con trai và hai con gái.

## Thống kê sự nghiệp

### Câu lạc bộ
Tính đến ngày 22 tháng 5 năm 2021
| Câu lạc bộ          | Mùa giải            | Premier League      | Premier League | Premier League | FA Cup | FA Cup | League Cup | League Cup | Khác | Khác | Tổng cộng | Tổng cộng |
| Câu lạc bộ          | Mùa giải            | Hạng                | Trận           | Bàn            | Trận   | Bàn    | Trận       | Bàn        | Trận | Bàn  | Trận      | Bàn       |
| ------------------- | ------------------- | ------------------- | -------------- | -------------- | ------ | ------ | ---------- | ---------- | ---- | ---- | --------- | --------- |
| Arsenal             | 2004–05             | Premier League      | 0              | 0              | 0      | 0      | 3          | 0          | 0    | 0    | 3         | 0         |
| Arsenal             | 2005–06             | Premier League      | 3              | 0              | 1      | 0      | 4          | 0          | 1    | 0    | 9         | 0         |
| Arsenal             | Tổng cộng           | Tổng cộng           | 3              | 0              | 1      | 0      | 7          | 0          | 1    | 0    | 12        | 0         |
| Birmingham City     | 2006–07             | Championship        | 43             | 4              | 3      | 3      | 4          | 2          | —    | —    | 50        | 9         |
| Birmingham City     | 2007–08             | Premier League      | 35             | 6              | 1      | 0      | 1          | 0          | —    | —    | 37        | 6         |
| Birmingham City     | 2008–09             | Championship        | 38             | 1              | 0      | 0      | 1          | 0          | —    | —    | 39        | 1         |
| Birmingham City     | 2009–10             | Premier League      | 33             | 4              | 4      | 0      | 1          | 0          | —    | —    | 38        | 4         |
| Birmingham City     | 2010–11             | Premier League      | 35             | 4              | 1      | 0      | 5          | 1          | —    | —    | 41        | 5         |
| Birmingham City     | Tổng cộng           | Tổng cộng           | 184            | 19             | 9      | 3      | 12         | 3          | —    | —    | 205       | 25        |
| Sunderland          | 2011–12             | Premier League      | 32             | 7              | 6      | 1      | 1          | 0          | —    | —    | 39        | 8         |
| Sunderland          | 2012–13             | Premier League      | 38             | 1              | 2      | 0      | 1          | 0          | —    | —    | 41        | 1         |
| Sunderland          | 2013–14             | Premier League      | 31             | 1              | 4      | 0      | 6          | 1          | —    | —    | 41        | 2         |
| Sunderland          | 2014–15             | Premier League      | 36             | 3              | 3      | 0      | 1          | 0          | —    | —    | 40        | 3         |
| Sunderland          | 2015–16             | Premier League      | 18             | 0              | 0      | 0      | 1          | 0          | —    | —    | 19        | 0         |
| Sunderland          | 2016–17             | Premier League      | 21             | 0              | 2      | 0      | 0          | 0          | —    | —    | 23        | 0         |
| Sunderland          | Tổng cộng           | Tổng cộng           | 176            | 12             | 17     | 1      | 10         | 1          | —    | —    | 203       | 14        |
| Sunderland U23      | 2016–17             | —                   | —              | —              | —      | —      | —          | —          | 1    | 0    | 1         | 0         |
| Hull City           | 2017–18             | Championship        | 40             | 2              | 0      | 0      | 0          | 0          | —    | —    | 40        | 2         |
| AIK                 | 2018                | Allsvenskan         | 15             | 2              | 1      | 0      | —          | —          | 2    | 0    | 18        | 2         |
| AIK                 | 2019                | Allsvenskan         | 28             | 6              | 6      | 2      | —          | —          | 8    | 3    | 42        | 11        |
| AIK                 | 2020                | Allsvenskan         | 28             | 5              | 5      | 0      | —          | —          | —    | —    | 33        | 5         |
| AIK                 | 2021                | Allsvenskan         | 25             | 3              | 3      | 3      | —          | —          | —    | —    | 10        | 4         |
| AIK                 | 2022                | Allsvenskan         | 27             | 5              | 5      | 2      |            |            | 6    | 1    | 38        | 8         |
| AIK                 | Tổng cộng           | Tổng cộng           | 123            | 21             | 20     | 7      | —          | —          | 16   | 4    | 159       | 32        |
| Tổng cộng sự nghiệp | Tổng cộng sự nghiệp | Tổng cộng sự nghiệp | 526            | 54             | 47     | 11     | 29         | 4          | 17   | 4    | 620       | 73        |

### Quốc tế

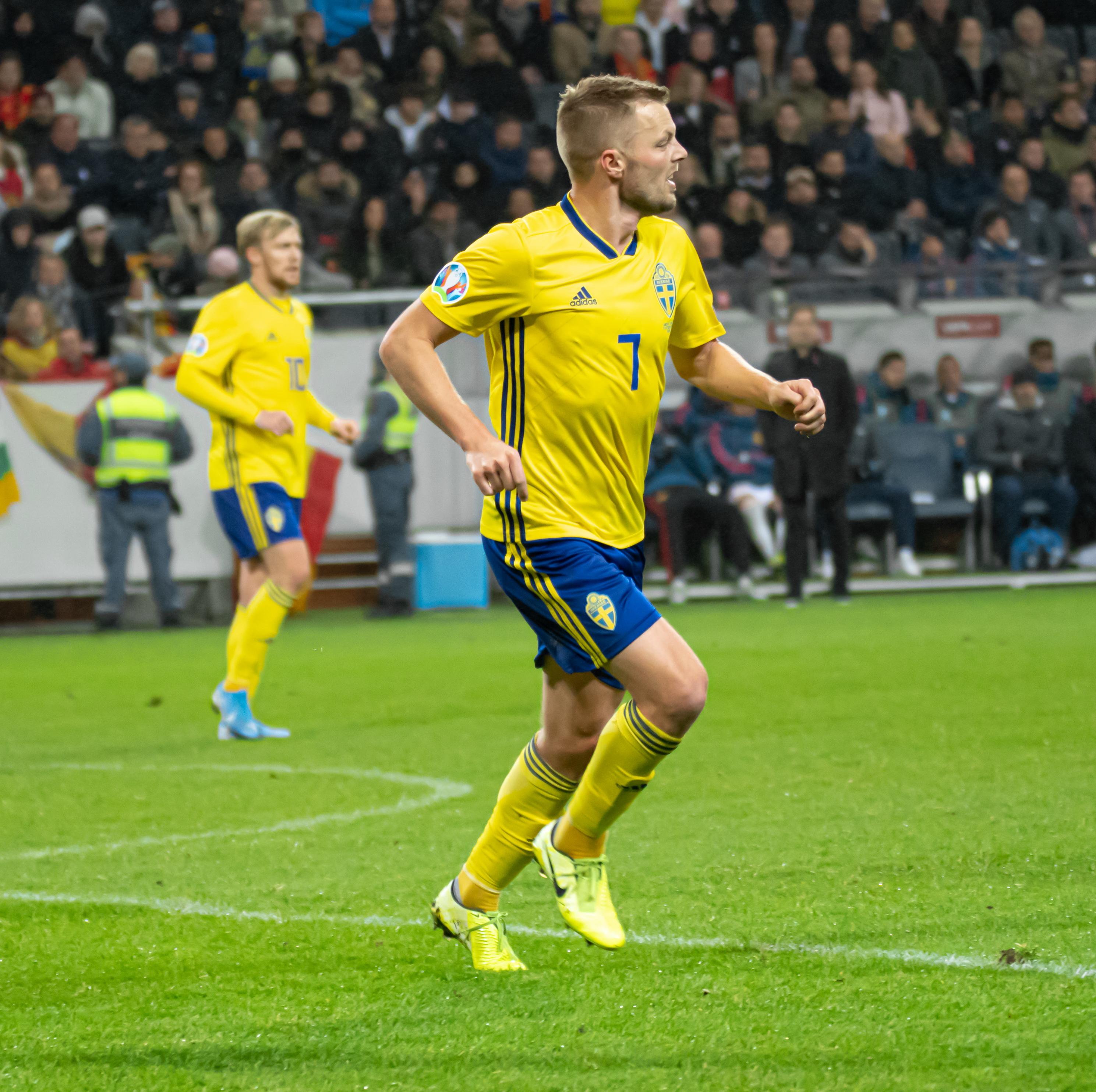
Larsson trong trận đấu Thuỵ Điển gặp Tây Ban Nha năm 2019.

Tính đến ngày 29 tháng 6 năm 2021
| Đội tuyển quốc gia | Năm       | Trận | Bàn |
| ------------------ | --------- | ---- | --- |
| Thụy Điển          | 2008      | 9    | 0   |
| Thụy Điển          | 2009      | 10   | 0   |
| Thụy Điển          | 2010      | 8    | 0   |
| Thụy Điển          | 2011      | 11   | 3   |
| Thụy Điển          | 2012      | 12   | 3   |
| Thụy Điển          | 2013      | 12   | 0   |
| Thụy Điển          | 2014      | 8    | 0   |
| Thụy Điển          | 2015      | 10   | 0   |
| Thụy Điển          | 2016      | 7    | 0   |
| Thụy Điển          | 2017      | 9    | 0   |
| Thụy Điển          | 2018      | 13   | 0   |
| Thụy Điển          | 2019      | 9    | 2   |
| Thụy Điển          | 2020      | 7    | 0   |
| Thụy Điển          | 2021      | 8    | 2   |
| Tổng cộng          | Tổng cộng | 133  | 10  |

### Bàn thắng quốc tế
Bàn thắng của Thuỵ Điển được ghi trước.
| #   | Ngày                 | Địa điểm                                          | Đối thủ  | Bàn thắng | Kết quả | Giải đấu                 |
| --- | -------------------- | ------------------------------------------------- | -------- | --------- | ------- | ------------------------ |
| 1.  | 29 tháng 3 năm 2011  | Sân vận động Råsunda, Solna, Thụy Điển            | Moldova  | 2–0       | 2–1     | Vòng loại Euro 2012      |
| 2.  | 7 tháng 10 năm 2011  | Sân vận động Olympic Helsinki, Helsinki, Phần Lan | Phần Lan | 1–0       | 2–1     | Vòng loại Euro 2012      |
| 3.  | 11 tháng 10 năm 2011 | Sân vận động Råsunda, Solna, Thụy Điển            | Hà Lan   | 2–2       | 3–2     | Vòng loại Euro 2012      |
| 4.  | 29 tháng 2 năm 2012  | Sân vận động Maksimir, Zagreb, Croatia            | Croatia  | 2–1       | 3–1     | Giao hữu                 |
| 5.  | 29 tháng 2 năm 2012  | Sân vận động Maksimir, Zagreb, Croatia            | Croatia  | 3–1       | 3–1     | Giao hữu                 |
| 6.  | 19 tháng 6 năm 2012  | Sân vận động Olympic, Kiev, Ukraina               | Pháp     | 2–0       | 2–0     | Euro 2012                |
| 7.  | 12 tháng 10 năm 2019 | Sân vận động quốc gia, Ta' Qali, Malta            | Malta    | 2–0       | 4–0     | Vòng loại Euro 2020      |
| 8.  | 12 tháng 10 năm 2019 | Sân vận động quốc gia, Ta' Qali, Malta            | Malta    | 4–0       | 4–0     | Vòng loại Euro 2020      |
| 9.  | 28 tháng 3 năm 2021  | Sân vận động Fadil Vokrri, Pristina, Kosovo       | Kosovo   | 3–0       | 3–0     | Vòng loại World Cup 2022 |
| 10. | 29 tháng 5 năm 2021  | Friends Arena, Solna, Thụy Điển                   | Phần Lan | 2–0       | 2–0     | Giao hữu                 |

## Danh hiệu

### Câu lạc bộ
Birmingham City
- Football League Cup: 2010–11

 AIK
- Allsvenskan: 2018